# بر گوی نقره‌ای
بر گوی نقره‌ای (لهستانی: Na srebrnym globie) یک فیلم علمی تخیلی به کارگردانی آندژی ژووافسکی محصول سال ۱۹۸۸ است. از بازیگران آن می‌توان به آندژی سورین و کریستیانا یاندا اشاره کرد.

## داستان
گروه کوچکی از کاوشگران کیهانی از جمله یک زن، زمین را به قصد پیدا کردن آزادی و آغاز تمدنی جدید ترک می کنند.اما آنها نمی دانند همراه خود پایان رویاهایشان را به همراه دارند و ...